# 国际电磁科学院
国际电磁科学院（The Electromagnetics Academy）是国际知名的电磁学领域的国际性学术组织，于1989年在美国成立。
该机构的宗旨为「致力于推动电磁理论及其相关的先进应用，以及在全球范围促进电磁学的教育和学术交流。」

## 主要活动
- 定期主办大型系列性国际性学术会议PIERS，以介绍和促进电磁学的发展
- 出版与发行JEMWA/PIER系列国际性学术期刊